# (39748) Guccini
(39748) Guccini ist ein Asteroid des Hauptgürtels, der am 28. Januar 1997 von den italienischen Astronomen Luciano Tesi und Gabriele Cattani am Osservatorio Astronomico della Montagna Pistoiese (IAU-Code 104) auf der Hochebene Pian dei Termini in der italienischen Region Toskana entdeckt wurde.
Der Asteroid ist Mitglied der Brangäne-Familie, einer Gruppe von Asteroiden, die nach (606) Brangäne benannt ist.
(39748) Guccini wurde am 13. Juni 2006 nach dem italienischen Cantautore und Schriftsteller Francesco Guccini (* 1940) benannt, dessen Liedtexte für ihre poetische Verarbeitung historischer Ereignisse bekannt sind.